# Turul Flandrei 2020
Turul Flandrei 2020 a fost cea de a 104-a ediție a cursei clasice de ciclism Turul Flandrei, cursă de o zi. S-a desfășurat pe data de 18 octombrie 2020 și face parte din calendarul UCI World Tour 2020. Cursa a început la Anvers și s-a încheiat la Oudenaarde, Belgia, acoperind o distanță de 241 km. Mathieu van der Poel din Țările de Jos a câștigat cursa, devansându-l pe belgianul Wout van Aert.
Cursa a fost programată inițial pe 5 aprilie 2020, ca a 14-a probă a UCI World Tour 2020, dar a fost amânată din cauza pandemiei de COVID-19. Pe 17 martie 2020, organizatorii au anunțat că nu se va desfășura la data planificată; pe 5 mai, cursa a fost reprogramată pentru 18 octombrie. Proba masculină a fost ușor redusă ca distanță, din cauza aglomerației numărului de curse din octombrie.

## Echipe participante
Întrucât Turul Flandrei este un eveniment din cadrul UCI World Tour 2023, toate cele 18 echipe UCI au fost invitate automat și obligate să aibă o echipă în cursă. Șapte echipe profesioniste continentale au primit wildcard.

### Echipe UCI World
| - AG2R La Mondiale - Arkéa-Samsic - Astana - Bahrain–McLaren - Bora–Hansgrohe - CCC Pro Team - Cofidis - Elegant–Quick-Step - EF Pro Cycling - Groupama–FDJ | - Israel Start-Up Nation - Ineos Grenadiers - Lotto–Soudal - Mitchelton–Scott - NTT Pro Cycling - Team Jumbo–Visma - Team Sunweb - Trek-Segafredo - UAE Team Emirates |  |

### Echipe continentale profesioniste UCI
| - Alpecin–Deceuninck - Bingoal–Wallonie Bruxelles - Lotto–Dstny - B&B Hotels–Vital Concept | - Team Flanders–Baloise - Circus–Wanty Gobert - Total Direct Énergie |  |

## Rezultate
Rezultate oficiale
| Loc | Concurent            | Echipă               | Timp       |
| --- | -------------------- | -------------------- | ---------- |
| 1   | Mathieu van der Poel | Alpecin–Deceuninck   | 5h 43' 22" |
| 2   | Wout van Aert        | Team Jumbo–Visma     | +0"        |
| 3   | Alexander Kristoff   | UAE Team Emirates    | +8"        |
| 4   | Anthony Turgis       | Total Direct Énergie | +8"        |
| 5   | Yves Lampaert        | Elegant–Quick-Step   | +8"        |
| 6   | Dimitri Claeys       | Cofidis              | +8"        |
| 7   | Oliver Naesen        | AG2R La Mondiale     | +8"        |
| 8   | Dylan van Baarle     | Ineos Grenadiers     | +8"        |
| 9   | John Degenkolb       | Lotto–Soudal         | +8"        |
| 10  | Tiesj Benoot         | Team Sunweb          | +8"        |

## Legături externe
- Site web oficial